# Ще не мертва (телесеріал)
"Ще не мертва" — американський комедійний телесеріал, створений Девідом Віндзором і Кейсі Джонсоном, прем'єра якого запланована на ABC 8 лютого 2023 року.
В травні 2024 телесеріал було закрито після двох сезонів.

## Актори та персонажі
- Джина Родрігес — Нелл Стівенс
- Джош Бендей в ролі Денніса
- Анджела Гіббс у ролі Крікет
- Рік Глассман в ролі Едварда
- Ханна Сімон в ролі Сема
- Лорен Еш — Лексі

## Виробництво
14 лютого 2022 року ABC надала замовлення на пілотне виконання " Ще не вмерла ". Він заснований на Confessions of a Forty-Something F**k Up Олександри Поттер. Серіал створюють Девід Віндзор і Кейсі Джонсон, які, як очікується, стануть виконавчими продюсерами разом із Родрігесом, МакДжі, Мері Віола та Корі Маршем. Компанія Wonderland Sound and Vision виробляє серіал. Керував пілотом Дін Холланд. Прем'єра серіалу запланована на 8 лютого 2023 року.